# Villaggio Coppola
Il Villaggio Coppola (noto anche come Pinetamare) è una frazione di Castel Volturno, in provincia di Caserta, in Campania 

## Geografia fisica
Il villaggio è situato sul litorale domizio, lungo la "via Domitiana" (SP 334) e non distante dalla strada statale a scorrimento veloce SS7 quater (diramazione della strada statale 7 via Appia). Sorge a circa 4 km (sud) da Castel Volturno, 4 (nord) da Lago Patria (frazione di Giugliano) e 5 (ovest) da Villa Literno e circa 25 km da Napoli.

## Storia

### Il progetto e la costruzione
Il villaggio sorse a partire dalla seconda metà degli anni sessanta del XX secolo, nel luogo ove si trovavano le dune costiere di Castel Volturno, con lo scopo di creare un centro turistico balneare polivalente. Il progetto si ispirava al «modello» urbanistico di insediamento turistico abitativo di Baia Domizia, che era partito un paio di anni prima e stava sorgendo 40 km a nord della località ad opera di una SpA denominata "Aurunca Litora" che radunava imprenditori del Veneto.
La costruzione iniziò a metà degli anni '60: le 8 torri, le villette vista a mare, il centro commerciale, le strade di accesso al Villaggio e tutte le vie interne; la rete fognaria ed elettrica e il depuratore, unico all'epoca esistente sul Litorale Domitio.

### Gli abusi e la speculazione edilizia
I principali autori delle opere realizzate furono i fratelli Coppola (Vincenzo e Cristoforo Coppola), considerati "palazzinari", originari dell'Agro aversano, per la precisione di Casal di Principe.
Tutte le iniziative realizzate nell'ambito del Villaggio Pinetamare, incluse le torri, sono fatte sulla base di licenze rilasciate negli anni '60 prima dell'apposizione dei vincoli paesaggistici della legge Galasso, e a partire dal 1965 si apre la contestazione sull'effettiva proprietà di alcune aree. La contestazione è riferita a costruzioni che coprono meno del 5% del comprensorio dell'intero villaggio.
In questi anni vengono annullate dal sindaco di Castel Volturno, per difetto di procedura, le licenze relative alle 8 torri, in quel momento al rustico. Su ricorso della società costruttrice il Consiglio di Stato diede ragione alla Coppola Pinetamare e annullò l'atto dell'amministrazione comunale. La costruzione delle 8 torri viene completata e le stesse vengono affittate per 20 anni alla Marina degli Stati Uniti per ospitare le famiglie dei militari americani della Allied Joint Force Command Naples.
Viene terminata la costruzione delle infrastrutture terziarie e quaternarie di servizio, quali scuole elementari, medie e superiori, posto di polizia e carabinieri, chiesa, sportello bancario, farmacia, sala cinematografica, discoteche.

### Le crisi sismiche degli anni '80 e la crisi
Gli eventi naturali che in questo periodo colpiscono la Campania, ed in particolare Napoli – 1º bradisismo 1978, terremoto 1980, 2º bradisismo 1983 - rendono drammaticamente evidenti le carenze del territorio sotto l'aspetto del patrimonio edile, e trovano nel Villaggio Pinetamare una soluzione temporanea; dal 1978 al 1988 nelle sue strutture sono ospitate oltre 5 000 persone.  Comincia però, con la requisizione da parte del Governo delle unità abitative private per ospitare i terremotati, il degrado del territorio. I privati svendono nel giro di pochi anni le loro proprietà e la manutenzione delle infrastrutture, fino ad allora curata dai privati, viene trascurata. I politici dell'epoca videro nel terremoto l'occasione per risolvere i problemi della elevata pressione sociale nella città di Napoli.
Il litorale Domizio fu utilizzato come "sversatoio umano". Un modo per risolvere i problemi, alla maniera degli inglesi che si liberavano dei galeotti esiliandoli in Australia, così si volle liberare la grande città di Napoli di tutta quell'umanità dolente che viveva in condizioni di precarietà. In questo modo nuovi "semi" criminali furono innestati sul tronco della criminalità organizzata dell'agro aversano che storicamente era stata un problema per la regione Campania.
Gli eventi sismici furono il laboratorio dove si incuberà quella nuova imprenditoria criminale organizzata e in collusione da allora sempre più organica con la politica che Roberto Saviano ha saputo descrivere nel suo romanzo Gomorra. Per comprendere meglio le dimensioni di questo esodo di massa basta leggere le curve demografiche dei residenti del comune di Castel Volturno che nel 1981 erano circa 7000 e che nel censimento successivo, nel 1991, sono più che raddoppiati a 15 000 abitanti.

### La fine degli anni '90 ed il risanamento
Nel 1998 ci fu la nomina di un commissario straordinario per la definizione di un accordo transattivo, nel febbraio 1999 la firma di un primo documento a testimonianza della volontà di definire in via transattiva tutte le vertenze in atto, ad aprile 2001 la costituzione del Consorzio Rinascita subito seguita nel maggio 2001 dalla firma del protocollo di intesa con Regione Campania, provincia di Caserta, comuni di Castel Volturno e Villa Literno, per la realizzazione di un articolato piano di risanamento, riqualificazione ambientale e di rilancio socioeconomico del Litorale Domitio.
Tra maggio 2001 e aprile 2003 sono stati abbattuti tramite esplosivi gli otto grattacieli in riva al mare, dall'impresa Siag sotto la direzione dell'esplosivista Danilo Coppe. Questa operazione è protagonista nel film documentario L'esplosione di Giovanni Piperno.
Il 1º agosto 2003, Regione Campania, provincia di Caserta, comune di Castel Volturno, comune di Villa Literno, Consorzio Rinascita e Fontana Bleu S.p.A. firmano un accordo di programma con il quale viene approvato “Il Piano di Riqualificazione per il Risanamento ecoambientale e il rilancio socio economico per la località Pinetamare di Castel Volturno ed aree attigue”.
Dal 2017 l'area è in fase di rilancio sotto la guida del Consorzio Rinascita: un consorzio di enti privati che ha come presidente Felice Di Persia, che dal 2000 al 2005 ha coordinato la Direzione Distrettuale Antimafia della procura di Napoli.

## Monumenti e luoghi d'interesse

### Architetture religiose
- Chiesa di Santa Maria del Mare.

### Ambiente naturale
La località è circondata dalla Pineta di Castelvolturno
che fa parte della riserva naturale Foce Volturno - Costa di Licola, la quale ha accorpato diversi territori e riserve con l'obiettivo di garantire in forma coordinata la conservazione e la valorizzazione del patrimonio naturale.

## Sport

### Impianti sportivi
SSC Napoli Training Center è un impianto sportivo dove si allena il Napoli Calcio, inoltre è dotato di un grande campo da golf.

## Infrastrutture e trasporti
La località è raggiungibile dalla strada SP1 Domiziana e dalla strada statale 7 quater Via Domitiana.
È in ristrutturazione il Porto di Marina di Pinetamare.

## Il Villaggio Coppola nel cinema e nella televisione
- L'imbalsamatore - film del 2002 diretto da Matteo Garrone
- L'esplosione - film documentario del 2003 diretto da Giovanni Piperno
- Gomorra - film del 2008 diretto da Matteo Garrone
- Fortapàsc - film del 2009 diretto da Marco Risi
- La squadra - serie televisiva, trasmessa su Rai 3 dal 2000 al 2007
- Gomorra - La serie - serie televisiva del 2014
- Indivisibili - film del 2016 diretto da Edoardo De Angelis
- Colpi di fortuna - film del 2013 diretto da Neri Parenti
- Due soldati - film del 2017 diretto da Marco Tullio Giordana
- Stasera mi butto - film del 1967 diretto da Ettore Maria Fizzarotti
- Chimera - film del 1968 diretto da Ettore Maria Fizzarotti
- Venga a fare il soldato da noi - film del 1971 diretto da Ettore Maria Fizzarotti
- L'Ave Maria - film del 1982 diretto da Ninì Grassia
- Lo studente - film del 1982 diretto da Ninì Grassia
- Il motorino - film del 1984 diretto da Ninì Grassia
- Il cantante e il campione - film del 1984 diretto da Ninì Grassia
- Ritratti abusivi - documentario del 2013 di Romano Montesarchio
- Dogman - film del 2018 di Matteo Garrone
- Gomorroide - film del 2017 diretto da "I Ditelo Voi"